# Plagiobothrys lithocaryus
Plagiobothrys lithocaryus är en strävbladig växtart som först beskrevs av Edward Lee Greene och Samuel Frederick Gray, och fick sitt nu gällande namn av Ivan Murray Johnston. Plagiobothrys lithocaryus ingår i släktet tiggarstavar, och familjen strävbladiga växter. Inga underarter finns listade i Catalogue of Life.